# Edson Rodrigues Farias
Edson Rodrigues Farias (Juazeiro Do Norte, 1992. január 12. –) brazil labdarúgó, jelenleg a CD Feirense csatára. Művészneve Paraiba.

## Pályafutása
2012-ben 3 éves szerződést írta alá a Videoton FC Paraibával. Mielőtt a Videoton csapatába igazolt volt, azelőtt a brazil Londrina Esporte Clube játékosa volt.